# Pico Y Turberas Del Anayet
Pico Y Turberas Del Anayet este o arie protejată (arie specială de conservare — SAC, sit de importanță comunitară — SCI) din Spania întinsă pe o suprafață de 408,34 ha, integral pe uscat.

## Localizare
Centrul sitului Pico Y Turberas Del Anayet este situat la coordonatele 42°46′30″N 0°27′07″W / 42.775°N 0.451873°V.

## Înființare
Situl Pico Y Turberas Del Anayet a fost declarat sit de importanță comunitară în mai 2000 pentru a proteja un număr necunoscut de specii din flora spontană și fauna sălbatică aflate în arealul zonei. Situl a fost protejat și ca arie specială de conservare în februarie 2021.

## Biodiversitate
Situată în ecoregiunea alpină, aria protejată conține 3 habitate naturale: Pante stâncoase silicioase cu vegetație casmofită, Pajiști silicioase din Pirinei cu Festuca eskia, Grohotișuri termofile și vest-mediteraneene.
La baza desemnării sitului se află un număr nedeclarat de specii protejate.
Pe lângă speciile protejate, pe teritoriul sitului au mai fost identificate 17 specii de plante, 11 specii de păsări, 5 specii de amfibieni, 4 specii de mamifere, 2 specii de nevertebrate, 1 specie de pești, 1 specie de reptile.